# 172 km (rejon małowiszerski)
172 km (ros. 172 км) – przystanek kolejowy w miejscowości Siojśka, w rejonie małowiszerskim, w obwodzie nowogrodzkim, w Rosji. Położony jest na linii Petersburg – Moskwa.